# لين هاميلتون (مغنية)
لين هاميلتون (بالإنجليزية: Lynne Hamilton)‏ هي مغنية بريطانية، ولدت في 1953.

## وصلات خارجية
- لين هاميلتون على موقع IMDb (الإنجليزية)
- لين هاميلتون على موقع ميوزك برينز (الإنجليزية)